# Historisk lingvistik
Historisk lingvistik (även historisk språkvetenskap, språkhistoria, diakronisk språkvetenskap, diakron lingvistik, komparativ lingvistik eller jämförande lingvistik) är den gren av lingvistiken som studerar hur språk förändras över tiden. Den skiljer sig från den deskriptiva och synkrona lingvistiken som studerar språk vid en given tidpunkt.
Den historiska lingvistikens huvudsakliga verktyg är analys av historiska dokument och jämförelse av interna drag, som ordförråd, ordbildning och syntax, av nutida och utdöda språk. Syftet med dessa studier är att kartlägga utvecklingen av och släktskapsförhållandena mellan världens språk, och att förstå principerna bakom språkutveckling. Indelningen av världens språk i språkfamiljer är både ett av den historiska lingvistikens största bidrag och ett nödvändigt redskap för vidare arbete inom området.  Det finns ett stort antal språkfamiljer om vilka det råder konsensus bland språkforskare, se Systematisk lista över språk, men även en mångfald kontroversiella hypoteser om mer avlägset släktskap mellan språkfamiljer.
Den moderna historiska lingvistiken har växt fram ur den äldre disciplinen filologi, studiet av äldre texter och dokument. Under de tidiga åren sysslade den historiska lingvistiken nästan uteslutande med de välkända indoeuropeiska språken; men därefter har betydande komparativ forskning skett inom de uraliska språken, de austronesiska språken och olika språkfamiljer av indianspråk med mera.

## Språkutveckling och den komparativa metoden
Språk förändras över tid. Det som en gång var dialekter av samma språk, kan gradvis växa ifrån varandra tills talarna inte längre kan förstå varandra och språkvarieteterna kan anses vara separata språk.
Ett sätt att illustrera förhållandet mellan sådana olika men ändå besläktade språk är att ställa upp släktträd, en idé som introducerades av den historiske lingvisten August Schleicher på 1800-talet. Träden baserar sig på den komparativa metoden: språk som förutsätts vara besläktade jämförs med varandra i jakt på regelbundna ljudkorrespondenser, begränsade av känd kunskap om hur ljud kan förändras över tid. Utifrån sådan ljudkorrespondenser görs hypotetiska rekonstruktioner av hur språket som de jämförda språken stammar ur var uppbyggt. Detta rekonstruerade språk brukar kallas protospråk eller urspråk. De hypotetiska ordformer – protoformer – som ställs upp brukar konventionellt markeras med en framförställd asterisk, för att visa att formen i fråga ej är belagd, utan enbart rekonstruerad.
Den komparativa metodens giltighet beläggs av dess användning på språk där den gemensamma förfadern är känd. Om man med hjälp av denna metod utgår från de romanska språken (till exempel franska, spanska, portugisiska, italienska och rumänska) liknar det rekonstruerade protospråket i tämligen hög grad latin, inte det klassiska latin som Cicero använde sig av, men vulgärlatin, den latinska dialekt som talades under Romerska rikets slutskede.
Den komparativa metoden kan användas för att rekonstruera språk som saknar historiska dokument, antingen för att talarna saknade skrift eller för att inga sådana bevarats. De germanska språken (som omfattar till exempel tyska, nederländska, engelska, norska, svenska, danska, färöiska, isländska, jiddisch och den utdöda gotiskan) kan jämföras för att rekonstruera protogermanska (även urgermanska), ett språk som troligen var samtida med latin och för vilket det saknas skriftliga källor.
Germanska och latin (eller mer specifikt proto-italiska, den förfader latinet delar med några få nära besläktade språk) är i sin tur besläktade; de härstammar båda från urindoeuropeiska, som talades för kanske 5000 år sedan. Urindoeuropeiskan har rekonstruerats utifrån de nio dottergrenar som fortfarande lever kvar (germanska, italiska, keltiska, grekiska, baltiska, slaviska, albanska, armeniska och indoiranska), samt de två utdöda grenarna tochariska och anatoliska.
Den komparativa metoden försöker skilja på så kallade genetiska likheter, det vill säga det som nedärvts från en generation till en annan, och de likheter som uppstår genom kontakt mellan samtida språk.
När de förändringar som skett i olika dottergrenar har fastställt och en relativ stor mängd av kärnvokabulär och grammatik i protospråket har förståtts, råder i allmänhet konsensus bland forskare inom området att genetiskt släktskap har påvisats.

## Teorier baserade på annat än den komparativa metoden
Hypoteser om släktskapsförhållanden mellan språk som inte förlitar sig på den komparativa metoden har det mycket svårare att finna allmän acceptans. Detta omfattar hypoteser som baserar sig på likheter lokaliserade med hjälp av lexikala massjämförelser. Det är inte särskilt svårt att finna likheter mellan vilka två språk som helst, likheter som beror helt på slumpen. Ett välkänt exempel är det persiska ordet för 'dålig' som uttalas mer eller mindre likadant som engelskans bad med samma betydelse. Det kan visas att likheten mellan dessa två ord är helt slumpartad och inte kan härledas till den mycket avlägsna släktskapsrelationen mellan engelska och persiska.
Den komparativa metoden motverkar slumpens inverkan genom just fastställandet av regelbundna ljudkorrespondenser. Genom att jämföra ett stort antal ord kan detta slumpartade språkliga "brus" minskas, vilket är just syftet med lexikal massjämförelse. Men då denna metod inte tar hänsyn till kända historiska förändringar i språk, är dess resultat redan från början missvisande till en ouppskattningsbar grad.
Svårigheterna i att fastställa mycket avlägsna släktskapsförhållanden mellan språk och bristen på acceptans för dessa alternativa metoder gör att alla sådana teorier omges av häftiga kontroverser. Trots detta är många forskare starkt intresserade av att försöka fastställa vitt omfattande språkfamiljer; urindoeuropeiska torde ha verkat vara en mycket osannolik hypotes när den först presenterades.
Ytterligare en osäkerhetsfaktor är hur man uppskattar hur länge det skulle kunna ta för ett språk att helt delas upp i två skilda språk. En ofta citerad uppfattning är att om en grupp människor skickades iväg till en avlägsen galax skulle de efter 10 000 år tala ett språk som inte skulle vara mer likt det språk deras förfäder talade än något annat slumpmässigt utvalt språk. Denna siffra baserar sig på glottokronologi, och använder sig av en starkt förenklad och hårt kritiserad modell med en konstant förlust på 14 procent per årtusende och en slumpmässig likhetsratio på 5 procent.
Andra, däribland Isidore Dyen och Sergej Starostin, har hävdat att olika ord har en vitt divergerande förväntad livslängd. Ett specialiserat ord som "duvhök" varar kanske i genomsnitt blott ett årtusende eller två, medan extremt vanliga ord som "jag" och "du" ofta lever kvar så länge att det inte ens är möjligt att ge någon som helst uppskattning av deras livslängd, utan att rekonstruera längre tillbaka i tiden än vad som generellt är accepterat.

## Språkkategorisering
Inom den historiska lingvistiken görs kategorisering av språk, vilket kan göras enligt många olika metoder. Traditionellt används metoder som ger en kategorisering efter hur språken är genetiskt besläktade genom användandet av språkfamiljer. I det internationella lingvistiska språkbruket används traditionellt språkens latinska eller latiniserade namn.